# Jan Werner (atlet)
Jan Werner (25. července 1946 – 21. září 2014) byl polský sportovec, atlet, který se specializoval na běh na 400 m, mistr Evropy z roku 1969.
Třikrát startoval na olympiádě – v Mexiku v roce 1968 byl členem polské štafety na 4 × 400 metrů, která skončila čtvrtá. O čtyři roky později v Mnichově v individuálním závodě na 400 metrů skončil v semifinále, polská štafeta na 4 × 400 metrů doběhla do cíle pátá. Nejúspěšnější byl na olympiádě v Montrealu v roce 1976. Probojoval se do finále běhu na 400 metrů, kde skončil osmý v osobním rekordu 45,44, a byl rovněž členem polské štafety na 4 × 400 metrů, která vybojovala stříbrné medaile.
Mnoho úspěchů získal při startech na mistrovství Evropy. V Budapešti v roce 1966 se s polskou čtvrtkařskou štafetou stal mistrem Evropy, ve finále individuálního závodu na 200 metrů doběhl čtvrtý. V Athénách v roce 1969 se stal mistrem Evropy v běhu na 400 metrů. Při evropském šampionátu v Helsinkách v roce 1971 získal bronzovou medaili v běhu na 400 metrů a stříbrnou medaili jako člen polské čtvrtkařské štafety.
Úspěšný byl rovněž při neoficiálních halových šampionátech na přelomu 60. a 70. let 20. století. Získal čtyři zlaté a jednu stříbrnou medaili jako člen štafety na 4 x 2 kola. V roce 1969 při Evropských halových hrách vybojoval stříbrnou medaili v běhu na 400 metrů.